# Municipio de Acaponeta
El municipio de Acaponeta es uno de los 20 municipios en que se encuentra dividido el estado mexicano de Nayarit. Su cabecera municipal es la localidad homónima.
Acaponeta significa, "lugar junto al río donde crece el frijol enredado en la caña de carrizo"; que se logra conjuntando la traducción del Tepehuano Acaponeta (Caponeta) que significa, "lugar junto al río"; y del Náhuatl Acatl-pol-etl-tlan que significa, "lugar donde crece el frijol enredado en la caña de carrizo".

## Población
En 2020, la población en Acaponeta fue de 37,232 habitantes (50% hombres y 50% mujeres). En comparación a 2010, la población en Acaponeta creció un 1.8%.
En 2015, 41.1% de la población se encontraba en situación de pobreza moderada y 9.92% en situación de pobreza extrema. La población vulnerable por carencias sociales alcanzó un 23.9%, mientras que la población vulnerable por ingresos fue de 8.42%.
En 2020, 4.81% de la población en Acaponeta no tenía acceso a sistemas de alcantarillado, 3.19% no contaba con red de suministro de agua, 4.69% no tenía baño y 1.31% no poseía energía eléctrica. 
La cabecera municipal es la ciudad de Acaponeta.
| Localidad                       | Población (2020) |
| ------------------------------- | ---------------- |
| Acaponeta                       | 19,976 hab.      |
| Sayulilla                       | 2,318 hab.       |
| La Guásima                      | 981 hab.         |
| San José de Gracia              | 959 hab.         |
| El Centenario                   | 908 hab.         |
| El Recodo                       | 802 hab.         |
| El Tigre                        | 749 hab.         |
| Llano de la Cruz                | 735 hab.         |
| El Resbalón                     | 667 hab.         |
| San Miguel                      | 663 hab.         |
| El Aguaje                       | 476 hab.         |
| La Bayona                       | 455 hab.         |
| San Diego de Alcalá             | 433 hab.         |
| La Cortez (El Zapote)           | 425 hab.         |
| Casas Coloradas                 | 390 hab.         |
| El Tejón (El Cantón)            | 351 hab.         |
| San Dieguito de Abajo           | 310 hab.         |
| San Dieguito de Arriba          | 288 hab.         |
| El Naranjo                      | 274 hab.         |
| Buenavista (Las Paredes)        | 264 hab.         |
| San José de Motaje              | 240 hab.         |
| Santa Cruz                      | 240 hab.         |
| Unidad Habitacional Militar     | 324 hab.         |
| Cerro Bola                      | 226 hab.         |
| Mesa de Pedro y Pablo           | 203 hab.         |
| Piedra Ancha                    | 201 hab.         |
| Las Casitas                     | 194 hab.         |
| Valle de la Urraca (El Cabildo) | 178 hab.         |
| La Paloma Primera               | 174 hab.         |
| Los Sandovales                  | 157 hab.         |
| Mesa de la Laguna               | 138 hab.         |
| La Higuerita Nueva (El Carrizo) | 137 hab.         |
| San Pedro de Honor              | 134 hab.         |
| El Carrizo                      | 109 hab.         |
| Hacienda de Mariquitas          | 100 hab.         |
| La Higuerita Vieja              | 99 hab.          |
| La Lagunita                     | 84 hab.          |
| El Llorón                       | 75 hab.          |
| El Carrizal                     | 68 hab.          |
| Chalpa                          | 67 hab.          |
| Arroyo de San Francisco         | 59 hab.          |
| Cañones                         | 57 hab.          |
| Crucero de Acaponeta            | 53 hab.          |
| Total Municipio                 | 37,232 hab.      |

## Geografía

### Localización
El municipio de Acaponeta está situado en los 22°29′21″ de latitud norte, y a los 105°21′4″ de longitud oeste del meridiano de Greenwich.
Acaponeta colinda al norte con el municipio de Huajicori, al sur con el de Rosamorada, al oriente con el municipio Del Nayar y el Estado de Durango y al poniente y sur con el municipio de Tecuala y al noroeste con el Estado de Sinaloa
Se encuentra a 141 km al NO de Tepic por la carretera n.º 15 México - Nogales (libre).

### Extensión
Su extensión territorial es de 1,667.7 km² que representan el 6 % de la superficie total del Estado.

### Orografía
Una gran parte de la región municipal, es de terrenos accidentados que forman parte de la sierra de Teponohuaxtla. En las zonas planas se localizan las mayores concentraciones de terrenos para el cultivo. La cabecera municipal se encuentra a una altitud de 30 mnsm. Las elevaciones principales son: cerro Cañones, 1,980 m s. n. m.; cerro Tepetate, 1,580 m s. n. m.; cerro La Redonda, 1,400 m s. n. m.; cerro El Brinco, 1,320 m s. n. m. y el cerro Corpos, 1,220 m s. n. m.

### Hidrografía

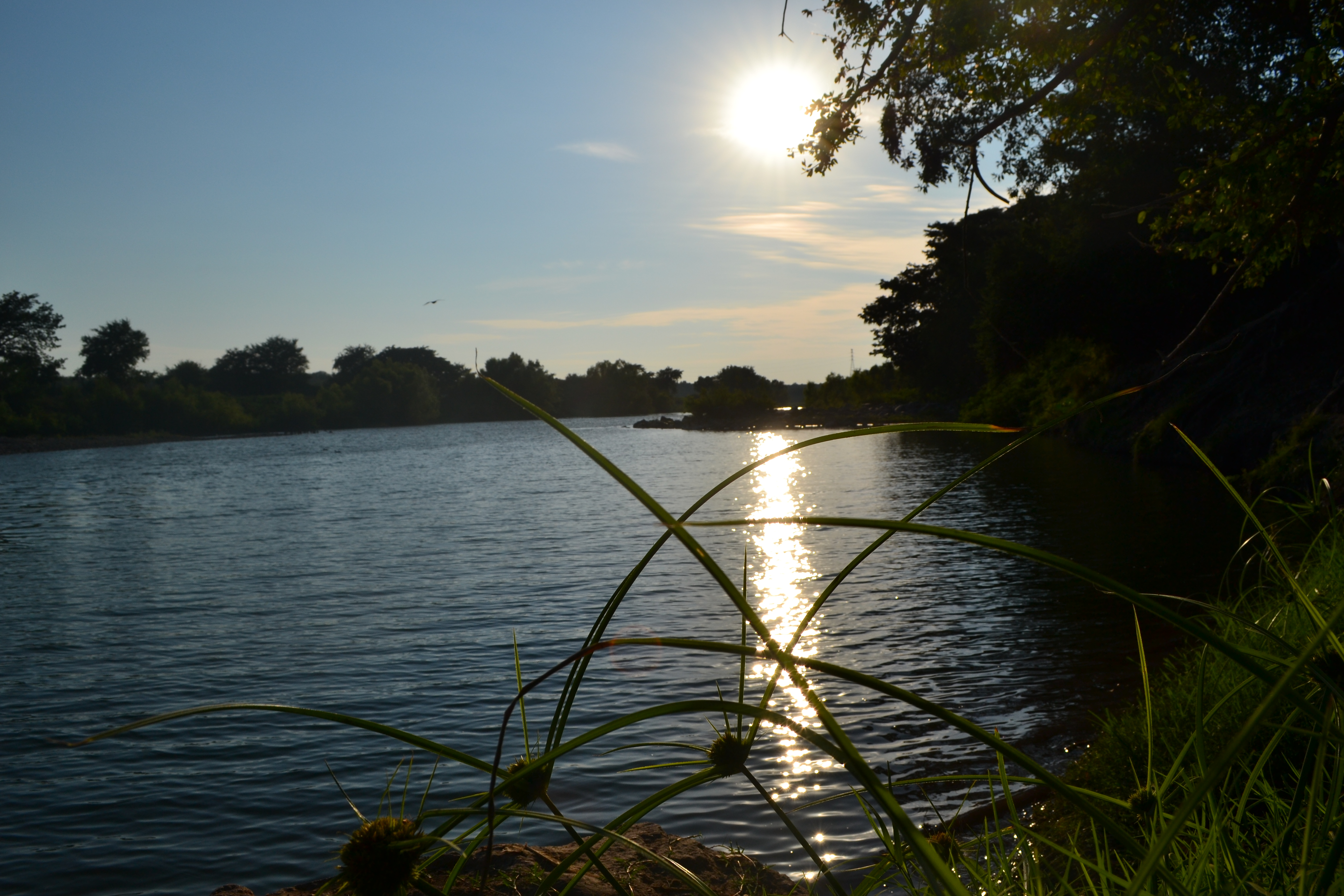
Río de Acaponeta

Por el municipio de Acaponeta cruzan los ríos Acaponeta, de las Cañas, El Riecito y el San Pedro. Tiene arroyos de caudal permanente como El Naranjo y El Cofradía. En época de lluvias se localizan innumerables arroyos. Cuenta con 8 lagunas de pequeña extensión.

### Clima
El clima en el municipio es cálido subhúmedo, con régimen de lluvias de junio a septiembre, la dirección de los vientos es de sureste al noroeste. Tiene una precipitación media anual de 1,307 mm, de los cuales el 92% se registra en los meses de julio a septiembre. La temperatura media es de 26.7 °C.
| Parámetros climáticos promedio de Acaponeta | Parámetros climáticos promedio de Acaponeta | Parámetros climáticos promedio de Acaponeta | Parámetros climáticos promedio de Acaponeta | Parámetros climáticos promedio de Acaponeta | Parámetros climáticos promedio de Acaponeta | Parámetros climáticos promedio de Acaponeta | Parámetros climáticos promedio de Acaponeta | Parámetros climáticos promedio de Acaponeta | Parámetros climáticos promedio de Acaponeta | Parámetros climáticos promedio de Acaponeta | Parámetros climáticos promedio de Acaponeta | Parámetros climáticos promedio de Acaponeta | Parámetros climáticos promedio de Acaponeta |
| Mes                                         | Ene.                                        | Feb.                                        | Mar.                                        | Abr.                                        | May.                                        | Jun.                                        | Jul.                                        | Ago.                                        | Sep.                                        | Oct.                                        | Nov.                                        | Dic.                                        | Anual                                       |
| ------------------------------------------- | ------------------------------------------- | ------------------------------------------- | ------------------------------------------- | ------------------------------------------- | ------------------------------------------- | ------------------------------------------- | ------------------------------------------- | ------------------------------------------- | ------------------------------------------- | ------------------------------------------- | ------------------------------------------- | ------------------------------------------- | ------------------------------------------- |
| Temp. máx. abs. (°C)                        | 37.5                                        | 39                                          | 40                                          | 42                                          | 40.3                                        | 42                                          | 41.5                                        | 40.5                                        | 40                                          | 39.5                                        | 40                                          | 38.5                                        | 42                                          |
| Temp. máx. media (°C)                       | 30.1                                        | 31.3                                        | 32.6                                        | 34.3                                        | 35.8                                        | 35.8                                        | 34.2                                        | 33.8                                        | 33.5                                        | 34                                          | 33.3                                        | 30.8                                        | 33.3                                        |
| Temp. media (°C)                            | 21.8                                        | 22.3                                        | 23.2                                        | 25                                          | 27.4                                        | 29.5                                        | 28.5                                        | 28.2                                        | 28.1                                        | 27.8                                        | 25.7                                        | 22.9                                        | 25.9                                        |
| Temp. mín. media (°C)                       | 13.5                                        | 13.3                                        | 13.8                                        | 15.7                                        | 18.9                                        | 23.1                                        | 22.9                                        | 22.7                                        | 22.8                                        | 21.6                                        | 18.1                                        | 15                                          | 18.5                                        |
| Temp. mín. abs. (°C)                        | 3                                           | 4                                           | 1                                           | 7                                           | 9                                           | 13.5                                        | 14                                          | 11                                          | 10.5                                        | 11                                          | 7                                           | 5                                           | 1                                           |
| Precipitación total (mm)                    | 22                                          | 9                                           | 4                                           | 2                                           | 2                                           | 109                                         | 351                                         | 370                                         | 317                                         | 92                                          | 27                                          | 21                                          | 1325                                        |
| Días de precipitaciones (≥ 1 mm)            | 1.8                                         | 0.9                                         | 0.4                                         | 0.3                                         | 0.2                                         | 7.3                                         | 17.9                                        | 18.5                                        | 15.7                                        | 4.8                                         | 1.3                                         | 2.4                                         | 71.5                                        |
| Horas de sol                                | 11.3                                        | 11.8                                        | 12.4                                        | 13.1                                        | 13.6                                        | 13.9                                        | 13.8                                        | 13.3                                        | 12.6                                        | 12                                          | 11.4                                        | 11.2                                        | 12.5                                        |
| Fuente: Weatherbase 2 de enero de 2024      |                                             |                                             |                                             |                                             |                                             |                                             |                                             |                                             |                                             |                                             |                                             |                                             |                                             |

### Principales ecosistemas
La vegetación es abundante en la zona serrana, se encuentran bosques de pino y roble. Existen animales silvestres como venado, jabalí, armadillo, tigrillo. En las zonas planas, que son las áreas de cultivo, abundan una gran variedad de aves, conejos, mapaches y tlacuaches.

### Recursos naturales
El municipio cuenta con recursos minerales y forestales entre otros, susceptibles de explotarse, pero que no se aprovechan adecuadamente por el difícil acceso a las partes altas de la sierra. Una porción mínima de su territorio se localiza en la zona estuarina.

### Características y uso del suelo
El municipio en su zona serrana está constituido por terrenos de la era cuaternaria y en menor cantidad de depósitos sedimentarios clásicos del terciario. Lo caracterizan depósitos aluviales, localizados en los valles y superficies planas que se integran hacia la costa cercana. Cuenta con extensiones de uso agrícola en un poco más de 18,000 hectáreas; de uso pecuario más de 32,000 hectáreas; de uso forestal, aproximadamente 98,000 hectáreas; además de zonas de uso mineral.

## Origen del nombre
El nombre Acaponeta que significa "Lugar junto al río donde crece el frijol enredado en la caña de carrizo"; que se logra conjuntando la traducción del Tepehuano Acaponeta (Caponeta) que significa, "lugar junto al río"; y del Náhuatl Acatl-pol-etl-tlan que significa, "lugar donde crece el frijol enredado en la caña de carrizo".
A la cabecera municipal se le conoce como Acaponeta "Ciudad de las Gardenias" porque existieron muchas flores de gardenia. La historia cuenta que en la terminal del ferrocarril, que se había convertido en un paseo para sus habitantes, llegaron personas que en canastitas vendían la aromática flor a los pasajeros del tren, por lo que los turistas y paseantes comenzaron a llamar a la localidad como "La Ciudad de las Gardenias"
Cuenta también con un río llamado "Acaponeta".

## Historia
Época Prehispánica

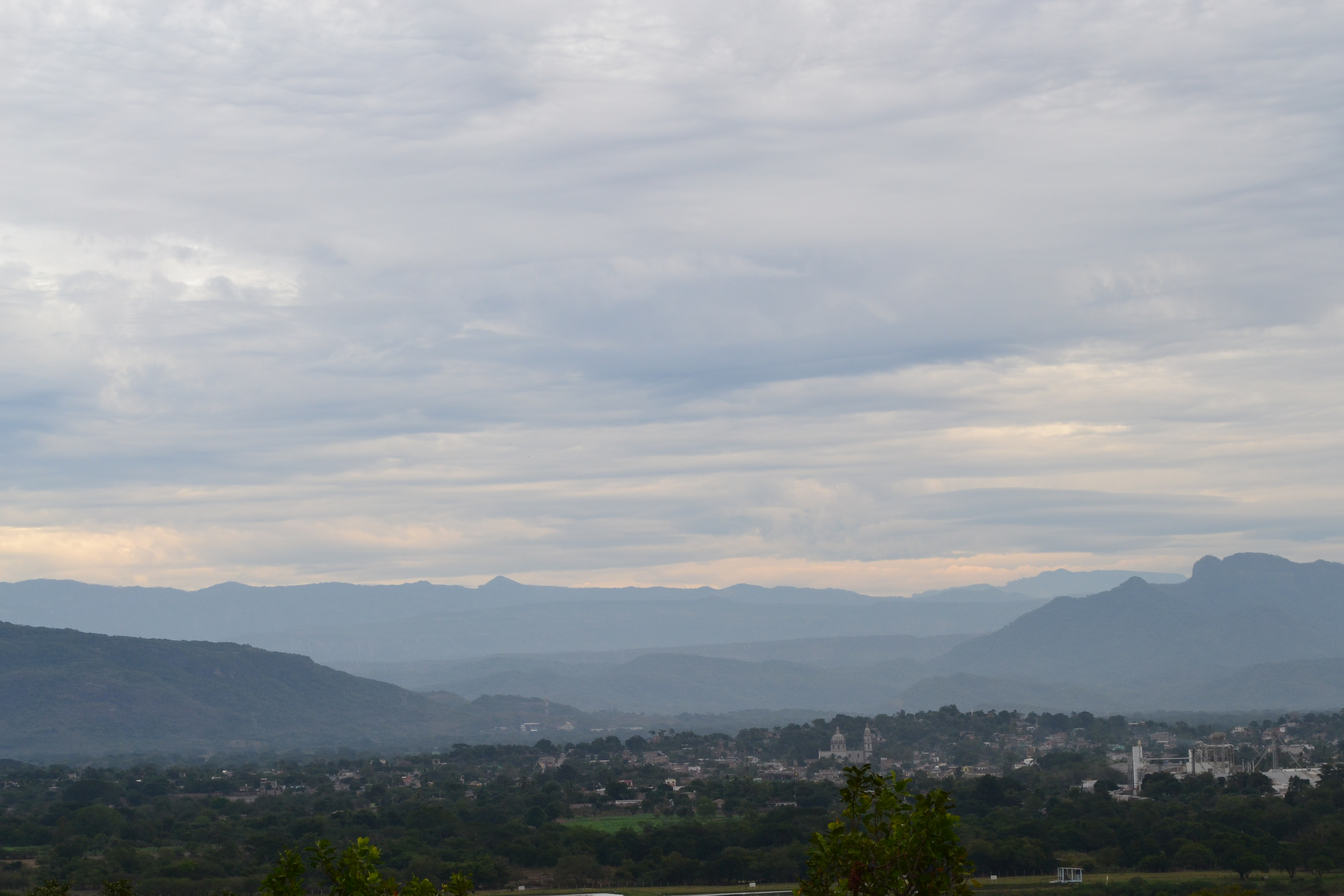
Acaponeta "Ciudad de las Gardenias"

De acuerdo con los registros del INAH, en la localidad de El Resbalón, se encuentran 3 enormes piedras labradas con diseños alusivos al agua, conocidos comúnmente como petroglifos; dejadas por los más antiguos pobladores.
En el último período prehispánico, este municipio perteneció al Señorío Aztatlán y estuvo habitado por Totorames, los cuales tenían sometidos a algunos pueblos Coras, Zayahuecos y Tepehuanos.
Fue fundada por los Tepehuanos sobre el margen del río Acaponeta, antes de la Conquista; fue descubierta por el conquistador Nuño Beltrán de Guzmán en julio de 1530, cuando esta región era gobernada por Konácatl.
El líder natural Tenamachtli, caudillo indígena, destruyó Acaponeta en 1538, posteriormente fue habitada por los originales Tepehuanos quienes fueron conquistados por los españoles. Durante la época colonial, se aprovecharon sus recursos naturales en el comercio de la región.
Época del Dominio Español
A la llegada de los conquistadores españoles comandados por Nuño de Guzmán en 1530, en la zona convivían diversas etnias indígenas de origen Coras, en la actualidad sobreviven en el municipio los indígenas de la tribu coras (Náayarrite). En el último período prehispánico la región perteneció al señorío Aztatlán y estuvo habitada por Totorames que tenían sometida a la población de las etnias Tepehuanes y Coras.
Una vez que estuvo toda la región sometida y pacificada, procedió Nuño de Guzmán a la reconstrucción de los pueblos, se levantaron casas, se repartió la tierra entre los conquistadores, así mismo se repartieron indígenas para que laboraran al servicio de los nuevos amos y por último dio Nuño de Guzmán plena libertad a las autoridades eclesiásticas para que se dieran a la tarea de evangelizar y auxiliar a los naturales, levantar capillas y conventos, crear pequeñas escuelas para la enseñanza de oficios menores a los indígenas y el manejo de los enseres de labranza.
Fueron los misioneros franciscanos los elegidos para tal menester, en el año de 1580 se funda en Acaponeta un convento que estuvo bajo el cuidado y vigilancia de los franciscanos hasta el año de 1798.
Revolución de 1910
Ya en la etapa de la Revolución, Acaponeta se constituyó como la capital del Territorio, siendo el general Rafael Buelna, quién instaló la casa de gobierno en febrero de 1914, promulgando el célebre decreto número 6, con el que suprimió del territorio las prefecturas porfirianas. Se declaró municipio al entrar en vigencia la Constitución de 1917.
Actualmente, se le conoce como "La Ciudad de las Gardenias" (solo le quedó el nombre).

## Infraestructuras
Educación
Este municipio tiene una gran infraestructura educativa; cubre los niveles educativos de preescolar, primaria, secundaria y preparatoria. Cuenta además, con un Centro de Estudios Tecnológicos, y diferentes centros de capacitación para el trabajo particulares.
En el nivel superior, se cuenta con la Escuela Normal Experimental, de alto reconocimiento estatal. De reciente creación, es la Unidad Académica de Contaduría Administración y Mercadotectia Extensión Norte dependiente de la Universidad Autónoma de Nayarit, donde se tienen carreras a nivel profesional.
La infraestructura educativa está integrada por 155 planteles y 628 docentes, incluyendo escuelas con doble turno. También se cuenta con dos bibliotecas. La población analfabeta representa poco más del 12% de los habitantes mayores de 15 años.
Salud
Los servicios médicos y asistenciales son atendidos en el municipio, por el Instituto Mexicano del Seguro Social, teniendo 5 unidades de atención primaria a la Salud del tipo IMSS Solidaridad, y una unidad médico familiar con un hospital de subzona; La Secretaría de Salud, presta los servicios médicos con seis unidades y una de hospitalización. El ISSSTE, mantiene una unidad médica de consulta externa para su población derechohabiente. El total de usuarios del IMSS, ISSSTE y SS, son 30,185 personas; y de IMSS-Solidaridad 5,960 usuarios. En la cabecera municipal, también se dispone de servicios privados de salud.
Abasto
La cabecera municipal, Acaponeta, es la localidad de mayor concentración comercial del norte del Estado, por lo que el abasto de todo tipo de satisfactores para consumo de la población se encuentra sin ningún problema, se dispone de mercados, tiendas departamentales, tiendas de autoservicio, incluidas las administradas por IMSS y el ISSSTE, refaccionarias, agencias de automóviles, comercios y servicios de todo tipo, incluyendo hoteles. En zonas rurales, el abasto de insumos de primera necesidad se proporciona por tiendas comunitarias de carácter popular.
Deporte
En el municipio existe una gran variedad de centros deportivos, destacando el auditorio municipal, una unidad deportiva donde pueden desde jugar fútbol, hasta practicar diversos tipos de atletismo, y la más alta tecnología; así como un estadio que se utiliza para béisbol y fútbol, además de 50 centros deportivos para la práctica de diferentes deportes.
Vivienda
El municipio cuenta con 8,321 viviendas particulares y 7 colectivas, con cinco ocupantes de promedio por vivienda, se estima que alrededor del 15% no son propias. El tipo predominante de viviendas en el municipio es aceptable, sobre todo en la cabecera municipal. La tenencia de la vivienda es privada y ejidal; en la mayoría de las poblaciones las casas-habitación cuentan con servicios. El 87.6% dispone de agua entubada, el 95.1% tiene energía eléctrica y el 44.8% cuenta con drenaje.
De acuerdo a los resultados que presentó el II Conteo de Población y Vivienda en el 2005, en el municipio cuentan con un total de 8,851 viviendas de las cuales 8,737 son particulares.
Servicios públicos
En la cabecera municipal, se cuenta con los servicios de alumbrado público, agua, drenaje, alcantarillado, parques y jardines, centros deportivos y recreativos, mercado, rastro, panteón y seguridad pública. En las localidades más pequeñas, regularmente se dispone de alumbrado público, agua potable, jardines, recolección de basura y seguridad pública.
Medios de comunicación
El municipio mantiene actualmente, una red telefónica muy amplia y que se integra al sistema Lada. Se tiene instalada una administración de correos y telégrafos y 20 agencias de recepción postal en el mismo número de localidades. Recibe las señales de televisión y radio estatales, regionales y nacionales. En Acaponeta se edita desde 1917, el periódico “El Eco de Nayarit”, también circulan diarios estatales, regionales y nacionales.
Vías de comunicación
La red de carreteras del municipio es de 142.3 kilómetros, de los cuales el 28.3% están pavimentados, correspondiendo 33.2 kilómetros a la carretera troncal federal México - Nogales. El restante 71.7% son caminos revestidos o de terracería, con ramales a todos los ejidos y comunidades.
Las vías férreas atraviesan el municipio y cuenta con una estación en la cabecera municipal, donde se transportan gran cantidad de personas y grandes volúmenes de mercancía; como café, frijol, jitomate y harina de maíz.
Se localiza una aeropista para pequeñas avionetas con una longitud de pista de un poco más de 1,000 metros. Cuenta con dos terminales de autobuses, una para las líneas de autotransporte que cubren la ruta México - Nogales, y otra que da servicio a rutas locales y regionales.

## Personas destacadas

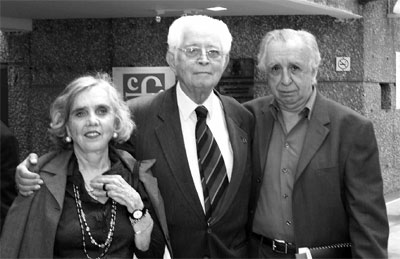
Elena Poniatowska, Alí Chumacero y Vicente Leñero, 2005

- Néstor Chávez Gradilla: historiador de Acaponeta

- Alí Chumacero Lora, nació en esta población el 9 de julio de 1918. Hombre de letras, ocupa la silla XXXIV en La Academia Mexicana de la Lengua.
- Osiris Machado, medallista parapanamericana y poseedora del récord mundial en lanzamiento de disco F44.

- Héctor Gamboa Quintero; abogado y escritor acaponetense, nace el 3 de enero de 1934, muere en Tepic, Nayarit, 22 de octubre de 2010. Autor de El fideicomiso mexicano (1977), El pícaro refrán (1981), Ocho fábulas criminales (1981), Así fue (1984), Picafranes sonámbulos (1985), Antología de literatos suicidas (1985), La mosca (1989), Breve historia de Licaon, hombre lobo poeta (1994), Donde el frijol se enreda a la caña (1998), Redes (1999), El regreso (1999), Hotel Durero (2000), Va de nuez (2002) y Las malas costumbres (2002), Confesiones de un ladrón (2003), La Nao de Noé (2005) y Yo, Aztlán (2007). Premio Nayarit del Colegio de Abogados en 1993 y Premio Estatal de Periodismo en 2003.

- Consuelo Sáizar, nació en Acaponeta el 9 de agosto de 1961. Editora. Directora general del Fondo de Cultura Económica (2002-2009); presidenta del CONACULTA (2009-2012).

- Vladimir Cora, nació en Acaponeta en 1951. Artista plástico.

- Tania Vázquez, nació en Acaponeta en 1977. Actriz.

- Rossana San Juan, nació en Acaponeta en 1969. Actriz.
- Blanca María Luisa Díaz Tejeda, el 27 de mayo de 1979, resultó ganadora del Concurso Nacional de “SEÑORITA MÉXICO” y fue coronada en esa fecha en el Auditorio Nacional de la Ciudad de México, primera nayarita que obtuvo esa honrosa distinción, para orgullo de Nayarit y de Acaponeta.
- Juan Espinosa Bávara, nació en Acaponeta el 18 de marzo de 1876. Sus padres fueron Tomás Espinosa y Rafaela Bávara. Estudia la primaria en su ciudad natal, y con el tiempo se vuelve comerciante, después se va Tuxpan, Nay., y logra trabajar como Inspector de Recaudación de Rentas. Estudia para maestro de primeras letras y al mismo tiempo trabaja en la Escuela Nacional de Tuxpan. Más tarde es Director de la Escuela de Rosamorada, en 1908 es Secretario de la Prefectura Política de San Blas y después Tesorero. Al levantamiento de Madero se incorpora a las fuerzas antirreleccionistas al mando de José María Páez e Isaac Espinosa Bávara.

Al triunfo de la revolución maderista es designado Prefecto Político en Ixtlán del Río. A la muerte de Madero abandona el cargo y se va al Estado de Sinaloa, en donde nuevamente se lanza a la revolución con el general Rafael Buelna. Al recuperar el Territorio de Tepic las fuerzas constitucionalistas, Espinosa Bávara es nombrado Jefe Político del Territorio. Después Recaudador de Rentas y Administrador de Bienes Intervenidos en Acaponeta.
Al regresar a Tepic, es Contador en Ramo de Hacienda, Administrador principal del Timbre. Con este trabajo se vuelve un importante activista de la lucha social en Nayarit. Es cofundador del Comité Electoral Liberal Constitucionalista llamado “El Reformador y Obrero Unidos” y electo su presidente. Es electo Diputado por el tercer distrito con cabecera en Ixtlán del Río, para el Congreso Constituyente de Querétaro y defensor de la tesis de que el Territorio de Tepic puede ser elevado a la categoría de Estado Libre y Soberano de Nayarit, que logra este propósito al promulgarse en la Constitución Política de los Estados Unidos Mexicanos el 5 de febrero de 1917. Muere en 1922.

## Presidentes municipales

### 1969- 2021
| NOMBRE                          | CARGO                         | PERIODO         | PARTIDO |
| Manuel Ramón Salcedo Osuna      | Presidente Municipal          | 2021-actualidad |         |
| José Humberto Arellano Núñez    | Presidente Municipal          | 2017-2021       |         |
| Malaquias Aguiar Flores         | Presidente Municipal          | 2014-2017       |         |
| Efraín Arellano Núñez           | Presidente Municipal          | 2011-2014       |         |
| Saulo Alfonso Lora Aguilar      | Presidente Municipal          | 2008-2011       |         |
| Martin Aguilar Rodríguez        | Presidente Municipal Suplente | 2008            |         |
| Efraín Arellano Núñez           | Presidente Municipal          | 2005-2008       |         |
| Santos Díaz Mendoza             | Presidente Municipal          | 2002-2005       |         |
| Enrique Jiménez López           | Presidenta Municipal          | 1999-2002       |         |
| José Chávez Rodríguez           | Presidente Municipal          | 1996-1999       |         |
| Salvador Toledo López           | Presidente Municipal          | 1993-1996       |         |
| Héctor Servando Sierra Martínez | Presidente Municipal          | 1990-1993       |         |
| José Miguel Aguiar              | Presidente Municipal          | 1987-1990       |         |
| Porfirio Vázques Cosío          | Presidente Municipal          | 1984-1987       |         |
| Jorge Ortiz Escobedo            | Presidente Municipal          | 1981-1984       |         |
| Manuel Zamorano Rodríguez       | Presidente Municipal          | 1978-1981       |         |
| Rodolfo Antonio Saizar Quintero | Presidente Municipal          | 1975-1978       |         |
| Rodolfo Fletes Mora             | Presidente Municipal          | 1972-1975       |         |
| José de Jesús Osuna             | Presidente Municipal          | 1969-1972       |         |